# Jacques Rogge
Jacques Rogge, I comte de Rogge, (Gant, 2 de maig de 1942 - 29 d'agost de 2021) fou un esportista d'elit, metge i dirigent esportiu belga, president del Comitè Olímpic Internacional (COI) del 2001 al 2013.

## Biografia
Nascut a Gant, Rogge fou cirurgià ortopèdic de professió. Estudià a la Universitat de Gant. El pare de Jacques, Charles Rogge, era un industrial flamenc de Gant, de dretes i francòfon, el que li induïa a parlar en francès amb la família. Era el propietari de Roggelec, una pròspera fàbrica de material elèctric. Fou esportista i representà a Bèlgica en els Jocs Olímpics d'Estiu de 1968, 1972 i 1976 en vela esportiva, mentre que a títol individual, va ser campió del món de la classe Finn dues vegades subcampió i 16 vegades campió belga. Igualment, Rogge va jugar 10 partits com a internacional en l'equip nacional belga de rugbi. Rogge va exercir com a president del Comitè Olímpic belga des de 1989 fins a 1992, i com a president dels Comitès Olímpics Europeus des de 1989 fins al 2001. Es va convertir en un membre del COI el 1991 i es va unir a la seva Junta Executiva el 1998. Va ser nomenat cavaller, i més tard elevat a Comte, pel rei Albert II de Bèlgica. Estava casat i tenia dos fills adults. El seu fill Philippe és el cap de la delegació actual del Comitè Olímpic belga. Parlava neerlandès, francès, anglès, alemany i espanyol, i fins i tot xampurrejava el català que va aprendre de les seves estades estivals a la Costa Brava. Charles Rogge es va fer construir una casa a Cadaqués, casa que ha heretat el seu fill gran. Philip, el germà d'aquest últim, l'ha imitat i té també l'habitatge en propietat a la localitat empordanesa, on practica també la vela com el seu ja famós germà.

## Presidència del Comitè Olímpic Internacional
Rogge va ser elegit com a president del COI el 16 de juliol de 2001 a la 112a Sessió del COI a Moscou com el successor de Joan Antoni Samaranch, que havia dirigit el COI des de 1980. Sota el seu lideratge, el COI va tenir com a missió crear més possibilitats de negoci en països en desenvolupament per buscar-hi una seu per als Jocs Olímpics, com finalment succeí en els Jocs Olímpics de 2016 a Rio de Janeiro. Durant els Jocs Olímpics d'Hivern de 2002 a Salt Lake City, Rogge va esdevenir el primer president del COI en romandre a la vila olímpica, per gaudir d'un contacte més estret amb els atletes.
L'octubre de 2009 va ser reelegit per a un nou mandat com a President de la COI. Durant les cerimònies d'inauguració dels Jocs Olímpics de Vancouver 2010, Rogge va viure un dels moments més durs quan hagué de recordar la mort de Nodar Kumaritashvili, un atleta georgià practicant de luge que el 12 de febrer de 2010 patí un accident mortal durant la pràctica d'aquest esport al Whistler Sliding Center.